# Candle in the Wind
〈Candle in the Wind〉는 엘튼 존과 버니 토핀의 음악과 가사를 가진 트렌디이다. 그 곡은 원래 1973년에 11년 전에 사망한 마릴린 먼로를 기념하기 위해 쓰여졌다.
1997년, 존은 웨일스 공작부인 다이애나를 기리기 위해 이 노래를 다시 썼다. 〈Candle in the Wind 1997〉은 싱글로 발매되었고 많은 나라에서 1위에 올랐으며, 공식적으로 빙 크로스비의 〈White Christmas〉에 이어 두 번째로 많이 팔린 크리스마스 싱글곡으로 선정되었다.
2004년, 《롤링 스톤》은 이 곡의 원곡을 역사상 가장 위대한 곡 500곡 중 347위에 올렸다.

## 인증
| 국가                               | 인증 | 판매량/출하량 |
| ---------------------------------- | ---- | ------------- |
| 영국 (BPI)                         | 실버 | 200,000       |
| 판매량+스트리밍을 기반으로 한 인증 |      |               |

## 1997년 버전
〈Candle in the Wind 1997〉 또는 〈Goodbye England's Rose〉는 〈Candle in the Wind〉의 새로운 음반으로, 웨일스 공작부인 다이애나에게 헌정하는 의미로 작사, 녹음되었다. 1997년 9월에 발매된 이 곡은 영국에서 1위로 정점을 찍었고, 존의 네 번째 1위 싱글이 되었다. 그것은 또한 몇몇 다른 나라들에서 1위로 정점을 찍었다. 이 버전은 조지 마틴에 의해 제작되었다. 《기네스 세계 기록》은 이 버전을 3,300만 장이 팔려 세계에서 두 번째로 많이 팔린 싱글로 등재했다.